# Nir Zidkyahu
Nir Zidkyahu (* listopad 1967 v Rishon Lezion, Izrael) je studiový hudebník a bratr bubeníka skupiny Blackfield, Tomera Z. Na bicí hrál na osmi písních skupiny Genesis, v albu z roku 1997 Calling All Stations a také skupinu doprovodil na turné v roce 1998.
V roce 2001 hrál na průlomovém albu Johna Mayera Room for Squares. Od té doby hrál na bicí a perkusy pro různé umělce jako jsou Jason Mraz, Joss Stone a Alana Davis.